# Керасово (Мурик)
Вижте пояснителната страница за други значения на Керасово.
Керасово (на гръцки: Κεράσοβο) е бивше село в Егейска Македония, Република Гърция, разположено на територията на дем Хрупища, област Западна Македония.

## География
Селото се намирало на 3 km юг-югоизточно от Лошница (Гермас), в югозападните склонове на планината Мурик, на едноименната река Керасово, ляв приток на Порос.

## История
Името на селото има славянска етимология. От селището е запазена църквата „Успение Богородично“, построена върху раннохристиянска базилика. В района е открита и антична сграда – може би храм, и сводеста християнска гробница и има следи от антично и средновековно селище. Открити са гръцки, римски и византийски монети. Според местното предание седалището на Сисанийската митрополия се е намирало в средновековното селище Керасово до IX век, когато е преместено в Сисани, където остава до 1699 година.